# بارداس فوقاس الأكبر
بارداس فوكاس (878 - 968م) قائد عسكري بيزنطي سطع نجمه منتصف القرن العاشر ميلادي/ وهو والد الإمبراطور نقفور الثاني فوكاس. كانت عائلته من الأسر العسكرية الأرستقراطية في منطقة الأناضول وهو ابن الجنرال البيزنطي الشهير نقفور فوكاس الأكبر الذي حقق انتصارات عسكرية كبرى في إيطاليا. تزوج من مالاين ابنة يودوكياس مالينوس قبل العام 912م ورزق منها بخمسة أولاد كان أبرزهما نقفور وليو.
شارك فوكاس تحت قيادة أخيه ليو في معركة آكيلوس عام 917 م. وفي عام 941 م أثناء توليه منصب حاكم ثيمة أرمينيا تمكن من صد الهجوم الروسي بقيادة  إيغور الأول. عيّنه الإمبراطور قسطنطين السابع عام 945 م قائداً أعلى لجيش الشرق لكنه لم يتمكن من تحقيقي انتصارات تُذكر. فلقد هزمه سيف الدولة الحمداني عدة مرات. وفي عام 953م تلقى هزيمة كبرى على يد سيف الدولة وأصيب بجروح بالغة. وبعد عدة هزائم تم تعيين ابنه نقفور مكانه عام 955 م. وعندما اعتلى نقفور العرش عيّن والده بارداس في منصب قيصر وهو أعلى منصب بيزنطي بعد الإمبراطور. توفي بارداس فوكاس عام 968 م عن عمر ناهز 90 عاماً. لكن بعض المصادر تقول أنه توفي عام 969 م.